# Kristine Breistøl
Kristine Breistøl (Oslo, 23 augustus 1993) is een Noorse handbalspeler die onder contract staat bij de Deense eersteklasser Team Esbjerg.

## Carrière

### Club
Breistøl speelde aanvankelijk bij Bækkelagets SK in de op een na hoogste Noorse competitie. In het seizoen 2011/12 scoorde in totaal 163 goals voor Bækkelagets. In de zomer van 2012 verhuisde ze naar de Noorse eersteklasser Larvik HK. Met Larvik won ze het Noorse kampioenschap in 2013, 2014, 2015, 2016 en 2017. Verder stond ze in het seizoen 2012/13 in de finale van de EHF Champions League. In de zomer van 2018 stapte ze over naar de Deense eersteklasser Esbjerg. Met Esbjerg won ze het Deens kampioenschap in 2019 en 2020 en de Deense beker in 2021.

### Nationaal team
Breistøl speelde 37 interlands voor het Noorse nationale juniorenteam. Met deze selectie nam ze deel aan het EK U-19 in 2011 en een jaar later aan het WK U-20. Op 6 oktober 2016 maakte ze haar debuut voor het Noorse nationale team in een wedstrijd tegen Frankrijk. Ze nam met Noorwegen deel aan het WK 2019. Breistøl verving Helene Fauske in de WK-selectie tijdens het toernooi. Een jaar later won ze de gouden medaille op de Europese kampioenschappen van 2020. Tijdens dat toernooi scoorde ze drie doelpunten. Een jaar later behoorde ze tot Noorse ploeg die in Tokio de bronzen medaille won op de Olympische Spelen. Tijdens het olympisch toernooi scoorde Breistøl scoorde in totaal elf doelpunten. Later dat jaar won ze met de Noorse ploeg ook nog de wereldtitel.

## Privé
Kristine Breistøl is een nichtje van Sara Breistøl, die van 2000 tot en met 2013 behoorde tot de selectie van Larvik HK. Jongere zus Guro handbalt in de Noorse 3e divisie voor NMBUI.